# MicroPort
MicroPort – globalny projektant i producent urządzeń medycznych z siedzibą w Szanghaju, w Chinach. Projektuje i wytwarza produkty dla wielu dziedzin medycyny, w tym kardiologii, radiologii interwencyjnej, ortopedii i leczenia chirurgicznego.
W 2017 roku MicroPort został wybrany jako chińska firma innowacyjnych urządzeń medycznych.
W 2018 roku firma została uważana za jeden, ze 100 najlepszych producentów urządzeń medycznych.
W 2014 roku MicroPort rozszerzył działalność w Stanach Zjednoczonych. Firma ortopedyczna MicroPort ma siedzibę w Arlington, w stanie Tennessee. W 2018 roku rozszerzyła swoją działalność w Indiach.